# 4347 Reger
4347 Reger è un asteroide della fascia principale. Scoperto nel 1988, presenta un'orbita caratterizzata da un semiasse maggiore pari a 3,0543816 UA e da un'eccentricità di 0,0592254, inclinata di 0,55592° rispetto all'eclittica.
L'asteroide è dedicato al compositore tedesco Max Reger.